# Государственное учреждение Мутана
Государственное учреждение Мутана или Мутанна ( араб. منشأة المثنى العامة‎) (также известна под кодовым названием «Проект 922» и названия для прикрытия «Государственное предприятие по производству пестицидов» (SEPP)) было основным центром исследований, разработок и производства химического оружия в Ираке. Он расположен в провинции Саладин 40 км к юго-западу от Самарры, 140 км к северо-западу от Багдада. На территории этого мега-объекта площадью 100 км², располагалось три основных производственных участка.
Объект работал непрерывно с 1983 по 1991 год, производя тысячи тонн прекурсоров и боевых отравляющих веществ, включая иприт, зарин, табун и VX  Это место подверглось сильной бомбардировке во время войны в Персидском заливе. С 1992 по 1994 год на этом объекте действовала специальная комиссия ООН, занимавшаяся уничтожением оставшихся материалов-прекурсоров, уничтожением производственных предприятий и оборудования, а также гидролизом или сжиганием оставшихся боевых отравляющих веществ. Мутана также было первоначальным местом реализации иракской программы биологического оружия (1985–1987 годы).

## Открытие
Государственное учреждение «Мутана» было построено в начале 1980-х годов под видом завода по производству пестицидов, получившего название «Государственное предприятие по производству пестицидов» или «ГППП» (позже его название было изменено на Государственное учреждение «Мутана»).
Этой иракской программе химического оружия помогали самые разные компании и правительства.
Немецкие компании помогли Ираку построить в Мутане такие объекты, как лаборатории, административное здание и бункеры, в начале 1980-х годов. Другие немецкие компании поставили Ираку в общей сложности 1027 тонн прекурсоров иприта, зарина, табуна и слезоточивого газа. Это позволило Ираку произвести 150 тонн иприта и 60 тонн табуна в 1983 и 1984 годах соответственно, продолжаясь на протяжении всего десятилетия.

## Производство
В период с 1981 по 1991 год предприятие произвело более 3857 тонн отравляющих веществ для химического оружия, часть из них была использована против иранских военных сил и гражданских курдов.

### Иприт
Производство Иприта началось с 10 тонн реагентов в 1981 году и увеличивалось примерно на 80-100 тонн в год до 1985 года, когда предприятие произвело 350 тонн. В 1987 году Ирак произвел почти 900 тонн иприта, а в 1988 году — 500 тонн.

### Табун
Завод в Мутане производил 60-80 тонн табуна ежегодно в период с 1984 по 1986 год.

### Зарин
В 1984 году Мутана произвело 5 тонн зарина . Производство зарина постоянно увеличивалось. В 1987 и 1988 годах на объекте в Мутане было произведено 209 и 394 тонны зарина соответственно.

### VX
Мутана произвело 2,5 тонны VX в 1988 году, прежде чем прекратила производство из-за окончания ирано-иракской войны.

## Война в Персидском заливе
Мутана фактически прекратила производство в декабре 1990 года и переориентировала ресурсы на рассредоточение запасов химического оружия и оборудования для защиты от ожидаемых бомбардировок, которые начались в январе 1991 года. Во время войны в Персидском заливе производственные лаборатории и объекты были разрушены. Кроме того, один бункер-хранилище был разрушен в результате вторичного взрыва, а два других бункера получили серьезные повреждения.

## В период 1991-2003 гг.
В период с 1992 по 1994 год объект в Мутане был основным местом сбора и уничтожения боевых отравляющих веществ, химических веществ-прекурсоров и оборудования для химического производства. В период с 1992 по 1994 год специальная комиссия ООН уничтожила 30 000 единиц боеприпасов, 480 000 литров химических веществ и более 2 миллионов литров химических прекурсоров. В конечном итоге большая часть объектов комплекса была разрушена или продана на металлолом.
Боеприпасы, которые считались нестабильными и слишком опасными для уничтожения, были запечатаны в бочки и захоронены в двух герметичных крестообразных бункерах. Когда бункеры, поврежденные авиаударами коалиции, рухнули, под обломками оказалось неучтенное оборудование и боеприпасы для химического оружия.
После их разрушения в результате авиаударов коалиции в феврале 1991 года доступ к зданиям считался невозможным по соображениям безопасности. Тем не менее специальная комиссия ООН решила, что ей следует приложить значительные усилия для раскопок этого места. С 24 февраля по 10 марта 1996 года специальная комиссия 129B, международная группа из 26 инспекторов, раскопала шесть секций зданий в Мутанне и обыскала ряд других территорий и зданий. В ходе этой миссии команда обнаружила и извлекла документы и компьютерные диски. Кроме того, группа извлекла около 80 боеприпасов и компонентов, в том числе 122-мм химические артиллерийские снаряды и 155-мм «бинарные» химические артиллерийские снаряды.